# Stazione di Crotone
Stazione di Crotone vasútállomás Olaszországban, Crotone településen.

## Vasútvonalak
Az állomást az alábbi vasútvonalak érintik:
- Jonica-vasútvonal

## Kapcsolódó állomások
A vasútállomáshoz az alábbi állomások vannak a legközelebb:
- Stazione di Cutro
- Stazione di Strongoli
- Isola Capo Rizzuto railway station